# UTC−10

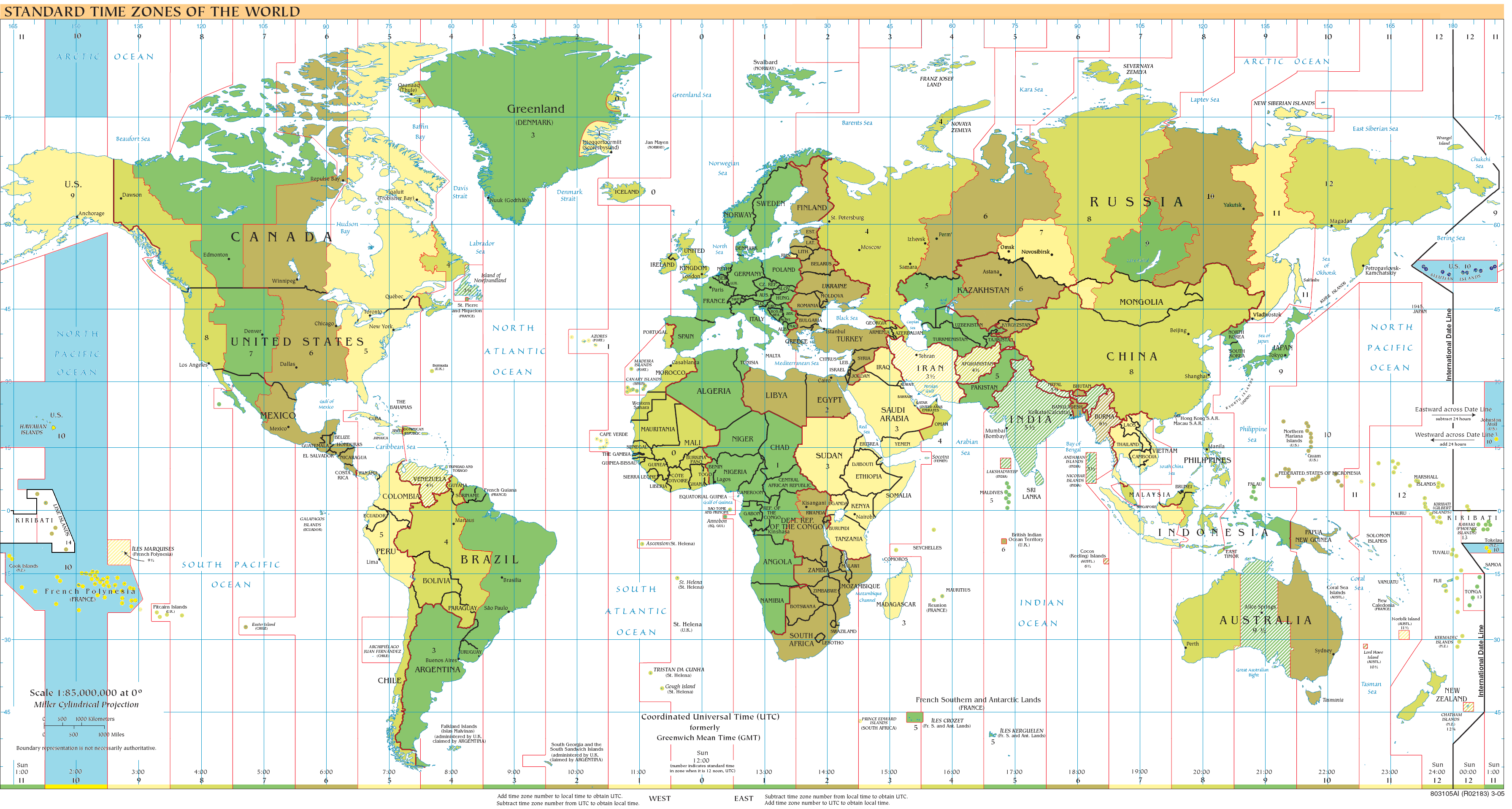
aan land
op zee

UTC−10 is de tijdzone voor:
| Landen en gebieden zonder zomertijd                                                                                   | Landen en gebieden zonder zomertijd | Landen en gebieden zonder zomertijd                                            |
| --- | ----------------------------------- | ------------------------------------------------------------------------------ |
| Land of gebied | nh/zh                               | Tijdzonenaam                                                                   |
| Nieuw-Zeeland: Cookeilanden                                                                                           | **                                  | Cookeilandentijd (CKT)                                                         |
| Frankrijk: Frans-Polynesië: - Australeilanden - Genootschapseilanden - Tuamotu-eilanden                               | **                                  | Tahititijd (THAT)                                                              |
| Verenigde Staten: - Kleine afgelegen eilanden van de Verenigde Staten - Johnston-atol - Jarvis - Palmyra-atol - Hawaï | * ** *                              | Tahititijd (THAT) Cookeilandentijd (CKT) Hawaï-Aleoetische standaardtijd (HST) |
| Landen en gebieden met zomertijd                                                                                      |                                     |                                                                                |
| Land of gebied | nh/zh                               | Tijdzonenaam                                                                   |
| Verenigde Staten: Aleoeten (Zone 1: West Alaska: ten westen van 169° 30' WL)                                          | *                                   | Hawaï-Aleoetische standaardtijd (HST)                                          |